# Санур
Санур — узбережний район, знаходиться на південно-східній частині острова Балі. Район більше відомий своїм красивим пляжем — Пантай Санур. Також він один з найпопулярніших туристичних об'єктів на острові.
Східне узбережжя Балі — знаходиться навпроти острова Серанганг. У 30-ті роки Санур був невеликим екзотичним курортом, куди особливо любили приїжджати європейські художники, вони знімали вілли та переносили неймовірні пейзажі в свої роботи. Зараз Санур — елітарний світовий курорт. Прекрасні сади та набережна вздовж білих піщаних пляжів приваблюють любителів неспішного курортного життя. Він більше підходить для спокійного сімейного відпочинку, нічне життя тут представлене лише декількома нічними клубами. Місцевий пляж простягається вздовж берегової лінії на 5 км. Прибережні води спокійні, тому що захищені кораловими рифами, та й глибина тут невелика. Так що Санур — відмінне місце для плавання, особливо з дітьми.